# Mihalis Siganidis
Mihalis Siganidis (griechisch Μιχάλης Σιγανίδης Michalis Siganidis, * 1958 in Thessaloniki) ist ein griechischer Jazzmusiker (Kontrabass, auch Gitarre, Gesang, Komposition).

## Leben
Siganidis spielte als Kind Gitarre und studierte Mandoline und Kontrabass am Konservatorium von Thessaloniki. Ab 1978 arbeitete er mit Jazz- und Improvisationsmusikern wie Sakis Papadimitriou, Floros Floridis und Theodoris Rellos, später auch mit Peter Kowald, Antonis Anissegos und Chris Dahlgren. Daneben komponierte er Musiken für Kurzfilme und Schauspielaufführungen.
Siganidis ist Mitglied der Gruppe Imerini Kolimvites (Winter Swimmers), für die er u. a. die Alben Ichnilates tou Ioura und O Ilios kai to Fengari orchestrierte. Er veröffentlichte auch mehrere Alben unter eigenem Namen (Mikros Aderfos, To Proi kai to Vradi, To Traino Fantasma Filo, Mikres Angelies) und als Leiter der Gruppe Sygrotima Lambrakis die CD Basse Classe. Weiterhin ist er Gründungsmitglied der Gruppe Primavera en Salonico, die seit 1998 mehrere Alben mit Savina Yannatou veröffentlichte, zuletzt Songs of Thessaloniki (ECM 2015).